# CD52
La CD52 è una proteina presente sulla superficie dei linfociti maturi, ma non sulle cellule staminali da cui questi linfociti derivano.
Inoltre si trova nei monociti e nelle cellule dendritiche.
Si tratta di un glicosil-fosfatidil-inositolo (GPI) - antigene ancorato alla superficie cellulare, che viene espresso sui tutti i linfociti, così come nel tratto genitale maschile.
Questa glicoproetina di superficie cellulare è associata con alcuni tipi di linfoma. Il motivo dell'alta densità sulla superficie dei linfomi di questa glicoproteina non è noto.
Il segmento della proteina CD52 è un peptide di 12 aminoacidi che deriva da una lunga catena di aminoacidi (propeptide di 61 aminoacidi) divisi da una glicoproteina di superficie è legata a carboidrati. La sequenza dei 12 amino acidi è:
Gly-Gln-Asn-Asp-Thr-Ser-Gln-Thr-Ser-Ser-Pro-Ser
Essa è la glicoproteina bersaglio del farmaco della Genzyme: alemtuzumab, un anticorpo utilizzato per il trattamento della leucemia linfocitica cronica; di cui sono in corso studi clinici di fase III, per il trattamento della sclerosi multipla, molto promettenti. Alemtuzumab è stato approvato per il trattamento della sclerosi multipla nel 2013.